# 吕达仁
吕达仁（1940年—），中国大气物理学家。

## 生平
出生于上海，现为中国科学院大气物理研究所研究员。1962年毕业于北京大学，1966年在中国科学院大气物理研究所获硕士学位，2005年当选为中国科学院院士。